# Дубровский (Киквидзенский район)
Дубровский — хутор в Киквидзенском районе Волгоградской области России, административный центр Дубровского сельского поселения.
Население — 597 (2010) человек.

## История
Хутор Дубровский относился к юрту станицы Преображенской Хопёрского округа Земли Войска Донского (с 1870 — Область Войска Донского). В 1859 года на хуторе проживали 496 мужчин и 503 женщины, имелся православный молитвенный дом. Также хутор был известен под названием Высокодубровский. Согласно переписи населения 1897 года на хуторе проживали 464 мужчины и 519 женщин, из них грамотных: мужчин — 171 (36,85 %), грамотных женщин — 24 (4,6 %).
Согласно алфавитному списку населённых мест Области Войска Донского 1915 года земельный надел хутора Высокодубровского составлял 5990 десятины, на хуторе проживали 631 мужчина и 663 женщины, имелись хуторское правление, Николаевская церковь, церковно-приходская школа, водяная и паровая мельницы.
С 1928 года хутор — в составе Преображенского района (в 1936 году переименован в Киквидзенский район) Хопёрского округа (упразднён в 1930 году) Нижне-Волжского края (с 1934 года — Сталинградский край, с 1936 года — Сталинградская область, с 1961 года — Волгоградская область).

## География
Хутор находится в пределах Хопёрско-Бузулукской равнины, являющейся южным окончанием Окско-Донской низменности, на правом берегу реки Бузулук (чуть выше устья реки Кардаил), у подножия Дубровской горы, на высоте около 85-100 метров над уровнем моря. На горе Дубровской — смешанный лес (преобладающие породы — сосна и осина). Почвы — пойменные нейтральные и слабокислые и чернозёмы обыкновенные.
По автомобильным дорогам расстояние до областного центра города Волгоград составляет 290 км, до районного центра станицы Преображенской — 15 км.
Климат
Климат умеренный континентальный (согласно классификации климатов Кёппена — Dfb). Многолетняя норма осадков — 458 мм. В течение города количество выпадающих атмосферных осадков распределяется относительно равномерно: наибольшее количество осадков выпадает в июне — 52 мм, наименьшее в феврале и марте — по 25 мм. Среднегодовая температура положительная и составляет + 6,7 °С, средняя температура самого холодного месяца января −9,3 °С, самого жаркого месяца июля +21,6 °С.
Часовой пояс
Дубровский, как и вся Волгоградская область, находится в часовой зоне МСК (московское время). Смещение применяемого времени относительно UTC составляет +3:00.

## Население
Динамика численности населения по годам:
| 1859 | 1873 | 1897 | 1915 | 1987 |
| ---- | ---- | ---- | ---- | ---- |
| 999  | 808  | 983  | 1294 | ≈590 |

| 2010 |
| ---- |
| 597  |